# Villaciervos
Villaciervos es un municipio y localidad española de la provincia de Soria, en la comunidad autónoma de Castilla y León. El término municipal, que incluye también el núcleo de Villaciervitos, tiene una población de 86 habitantes (INE 2024).

## Geografía
Integrado en la comarca de Soria, se sitúa a 13 km de la capital provincial. El término municipal está atravesado por la carretera N-122, entre los pK 167 y 177, y por una carretera local que se dirige a la localidad de Las Fraguas.
El municipio tiene un área de 81,34 km² y se encuentra a una altitud de 1180 m sobre el nivel del mar. Pertenece al partido judicial de Soria.
El relieve del municipio está definido por la sierra de Cabrejas al norte, que supera los 1400 m de altitud, los Altos del Zorraquín al este y sur, y el páramo de Villaciervos al oeste. Las montañas más importantes son el Alto de las Cordilleras (1434 m) y el pico Sillado (1422 m) en la sierra de Cabrejas y el Alto del Pie (1287 m) en los Altos de Zorraquín. La carretera nacional atraviesa el puerto de Villaciervos (1179 m). En su territorio nacen el río Mazos y el río Izana. La altitud del municipio oscila entre los 1434 m al norte y los 1130 m al suroeste. El pueblo se alza a 1179 m sobre el nivel del mar.
| Noroeste: Abejar            | Norte: Cidones | Noreste: Cidones y Golmayo |
| Oeste: Abejar y Calatañazor |                | Este: Golmayo              |
| Suroeste: Golmayo           | Sur: Golmayo   | Sureste: Golmayo           |

### Carreteras
Carreteras estatales
- N-122. Comunica Villaciervos con la capital provincial, Soria, así como las ciudades de Valladolid, capital de la comunidad autónoma de Castilla y León y Zamora.

### Medio ambiente
En su término e incluidos en la Red Natura 2000 los siguientes lugares:
- Lugar de Interés Comunitario conocido como Sabinares Sierra de Cabrejas, ocupando 6080 hectáreas, el 75 % de su término.[4]

### Flora y Fauna
Encina, sabina, espliego, manzanilla, ajedrea, tomillo,...
Jabalí, corzo, liebre, conejo, perdiz,...

## Historia
Lugar, entonces conocido como Villacierbos de Arriba que durante la Edad Media perteneció a la Comunidad de Villa y Tierra de Soria formando parte del Sexmo de Frentes.
El censo de Pecheros de 1528, en el que no se contaban eclesiásticos, hidalgos y nobles, registraba la existencia 18 pecheros, es decir unidades familiares que pagaban impuestos. En el documento original la localidad figura como Villaciervos de Abajo.
A la caída del Antiguo Régimen la localidad se constituye en municipio constitucional, entonces conocido como Villaciervos y Villaciervitos en la región de Castilla la Vieja, partido de Soria que en el censo de 1842 contaba con 122 hogares y 490 vecinos.

## Demografía
Cuenta con una población de 86 habitantes (INE 2024).
| Gráfica de evolución demográfica de Villaciervos entre 1842 y 2021 |
| |
| Población de derecho según los censos de población del INE Población de hecho según los censos de población del INEEn este censo se denominaba Villaciervos y Villaciervitos: 1842 |

### Demografía reciente del núcleo principal
Villaciervos (localidad) contaba a 1 de enero de 2020 con una población de 54 habitantes, 30 hombres y 24 mujeres.
| Gráfica de evolución demográfica de Villaciervos (localidad) entre 2000 y 2020                   |
|                                                                                                  |
| Población de derecho (2000-2020) según los censos de población del INE a 1 de enero de cada año. |

### Población por núcleos
| Núcleos        | Habitantes (2000) | Habitantes (2010) | Habitantes (2020) |
| -------------- | ----------------- | ----------------- | ----------------- |
| Villaciervos   | 60                | 69                | 54                |
| Villaciervitos | 39                | 34                | 25                |

## Economía
Es de especial importancia la agricultura, especialmente de trigo, cebada y centeno. También cobra relevancia la ganadería lanar y la industria chacinera. Asimismo, en el término municipal de Villaciervos se encuentra una planta trufera de más de 600 ha de encina micorrizada.

## Patrimonio
- Iglesia de San Juan Bautista. En ruinas durante años y en la actualidad restaurada.
- Iglesia de San Blas. Iglesia parroquial localizada en Villaciervitos.
- Ermita del Santo Cristo del Humilladero.
- Ermita de San Roque.
- Ermita de San Cristóbal.
- Ermita de la Virgen de La Calzada, en Villaciervitos.
- Torre del Reloj construida en 1894.[13]

Mesones
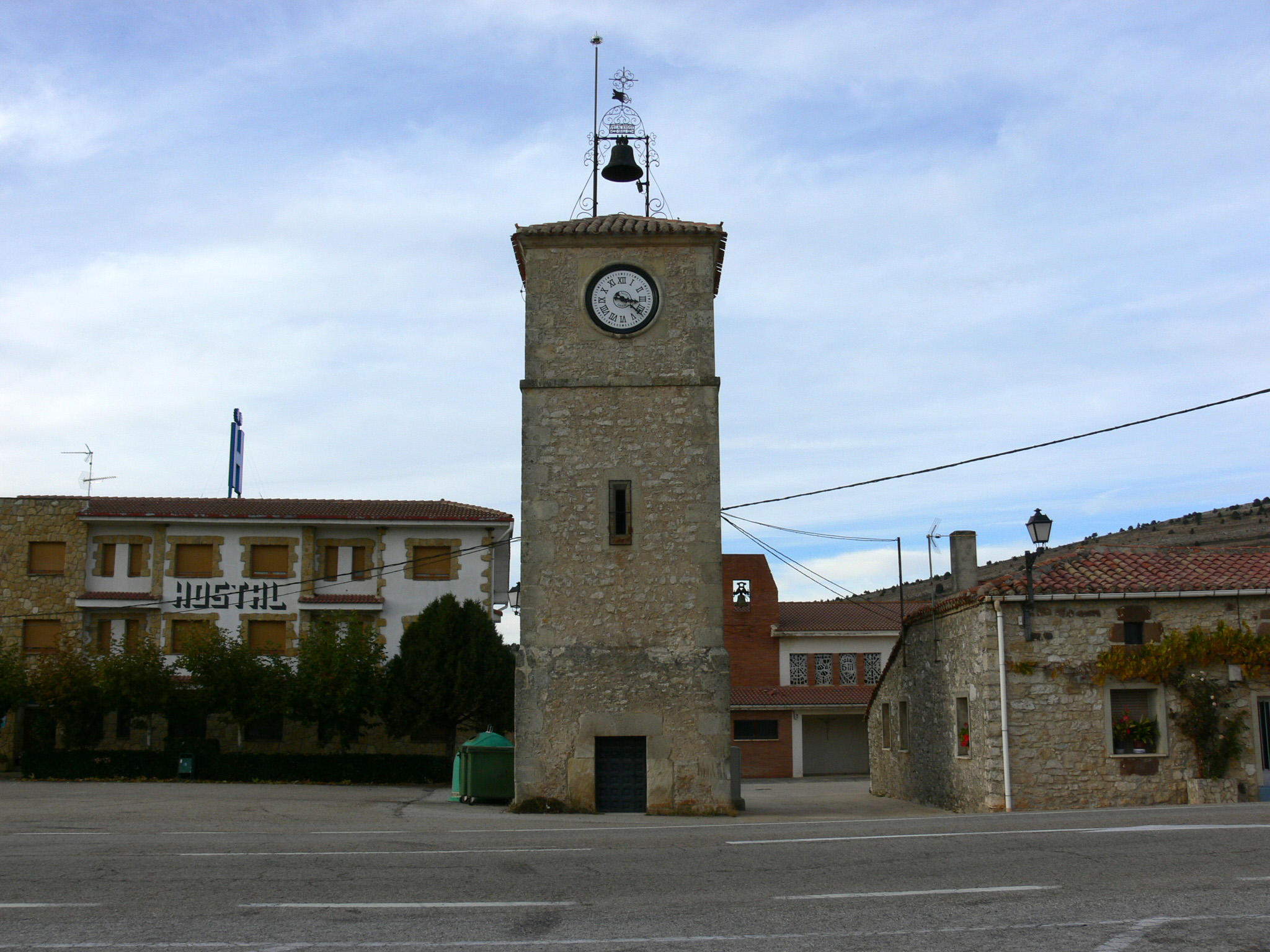
Torre del reloj
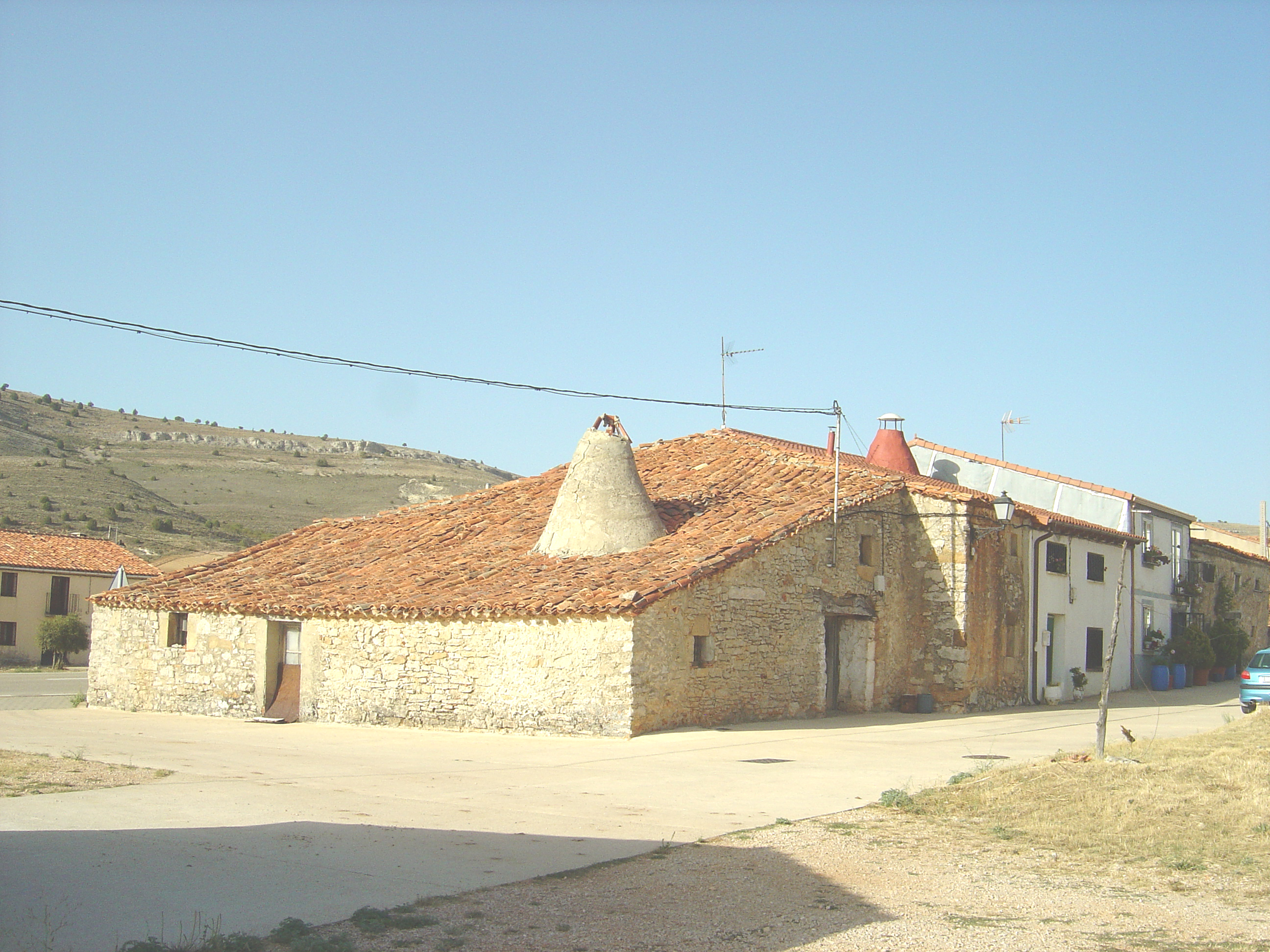
Casa de mampostería típica, de una sola planta y con chimenea cónica
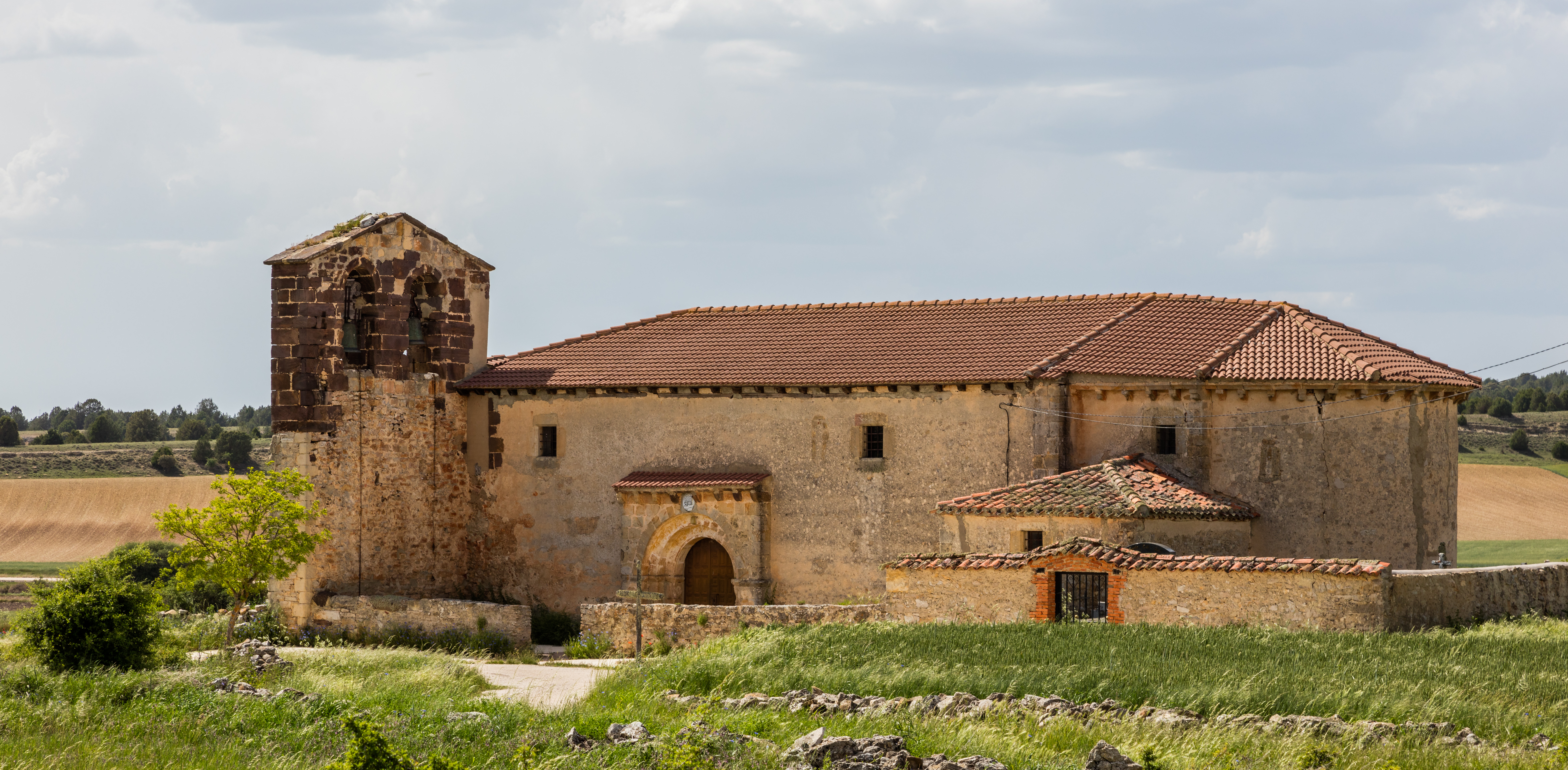
Iglesia de San Blas en Villaciervitos
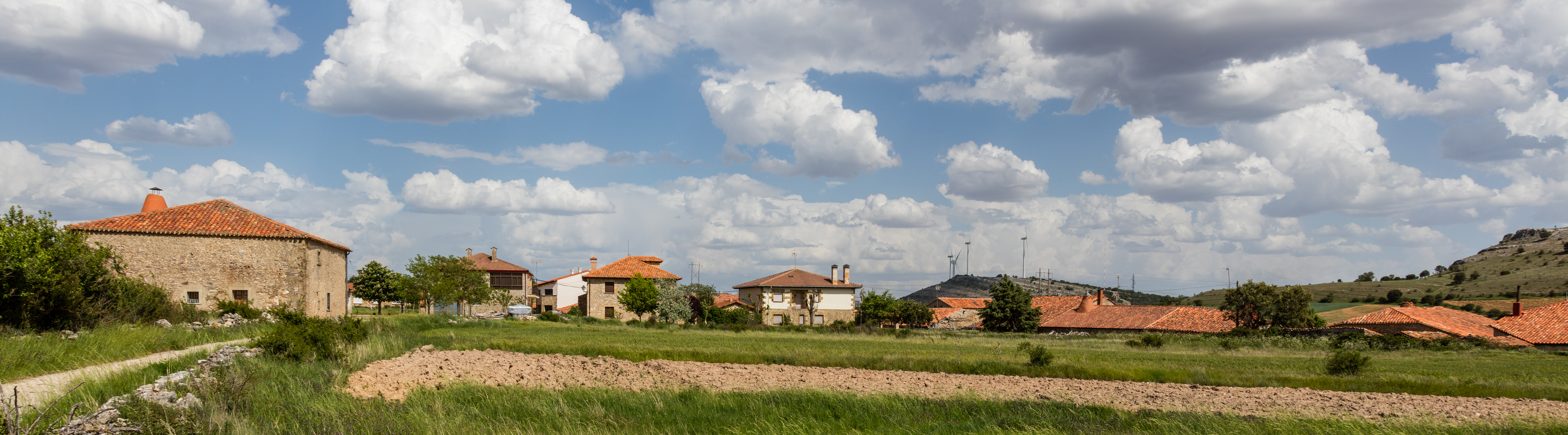
Vista de Villaciervitos.

## Fiestas
24 de junio, San Juan Bautista, trasladada al segundo sábado de julio.